# Laura Quevedo
Laura Quevedo Cañizares (Coslada, Madrid, 15 de abril de 1996) es una jugadora de baloncesto española que actualmente milita en el  LDLC ASVEL Feminin  de Francia. Con 1.83 metros de estatura, juega en la posición de alero.

## Trayectoria

### Formación
Se forma en las categorías inferiores del CB Coslada, desde los siete años hasta los doce. En 2008 ficha por las categorías inferiores del Canoe, jugando en el equipo de la calle Pez Volador durante 5 años. Después jugaría en el Rivas Ecópolis y en la Universidad de Miami, donde promediaría 6 puntos y casi 5 rebotes en 22 minutos de media en 15 partidos disputados.

## Clubes
| Equipo                          | Liga                       | Temporadas |
| ------------------------------- | -------------------------- | ---------- |
| Embutidos Pajariel Bembibre PDM | Primera División de España | 2014-15    |
| Star Center Uni Ferrol          | Primera División de España | 2015-16    |
| Perfumerías Avenida             | Primera División de España | 2016-17    |
| Club Baloncesto Al-qazeres      | Primera División de España | 2017       |
| Club Deportivo Zamarat          | Primera División de España | 2018-19    |
| Araski AES                      | Liga Femenina de España    | 2019-21    |
| Movistar Estudiantes            | Liga Femenina de España    | 2021-      |

## Palmarés

### Selección Española

#### Absoluta
- Juegos Olímpicos de 2016 ( Río de Janeiro)
- Eurobasket 2023 ( Eslovenia– Israel)

#### Selección 3x3
- Juegos Mediterráneos 2018 ( Tarragona)

#### Categorías inferiores
- Europeo U16 2012 ( Hungría)
- Europeo U18 2013 ( Croacia)
- Europeo U20 2015 ( España)
- Europeo U20 2016 ( Portugal)
- Mundial U17 2012 ( Países Bajos)
- Europeo U18 2014 ( Portugal)

### Perfumerías Avenida Salamanca
- Liga Femenina (Campeonas): 2016-17
- Copa de la Reina (Campeonas): 2016-17
- Supercopa de España (Subcampeonas): 2016-17, 2017-18